# ゲンゼスキー場
ゲンゼスキー場（ゲンゼスキーじょう）は、京都府福知山市（旧夜久野町）にかつてあったスキー場である。
1951年（昭和36年）に開設され、小規模ではあるが、ファミリー向けの穴場のスキー場である。また、ナイター設備を備えていた。
最盛期には10軒程度の民宿が存在し、スキーバスも訪れていた。しかし、降雪量は多くなく、道路網の発達などとともに他のスキー場へと客足が遠のき、利用者が激減、営業停止のシーズンが続いている（夜久野町商工会）。また、2001年（平成13年）に閉鎖されたとも言われている（両丹日日新聞2007年3月15日、財団法人京都SKYセンター）。

## 沿革
- 1951年 - 開設。

## アクセス
- 播但連絡道路・和田山ICより約25分
- 舞鶴若狭自動車道・福知山ICより約45分

京都府道56号但東夜久野線沿い